# Aich (Stiefenhofen)
Aich  (westallgäuerisch: Oich) ist ein Gemeindeteil der bayerisch-schwäbischen Gemeinde Stiefenhofen im Landkreis Lindau (Bodensee).

## Geographie
Der Weiler liegt circa zwei Kilometer südlich des Hauptorts Stiefenhofen und zählt zur Region Westallgäu. Aich liegt oberhalb von Genhofen.

## Ortsname
Der Ortsname bezieht sich auf eine Eiche. Es ist möglich, dass an dieser Stelle ein vorchristlich verehrter Baum stand.

## Geschichte
Aich wurde erstmals im Jahr 1556 als zur Aich urkundlich erwähnt. Im Jahr 1808 wurden vier Anwesen im Ort gezählt.